# Parfüm

Chanel No5 parfüm flakonja

A parfüm (franciául: parfum; magyarul néha parfőm), illat, szagosító víz, illatszer.

## Története

### A kezdetek
A parfüm története az ókorban kezdődött: az ókori Egyiptomnak jelentős illatszerkivitele volt. Illatos olajokat, kenőcsöket, permetezőfolyadékokat Görögországban és Rómában elterjedten használtak. A középkorban főleg Arábia volt az illatszerek hazája, mint ahogy keleten általában mindig szerették az intenzív, fűszerszagú illatszereket. Az európai parfümgyártás történetének kezdetei Velencéhez kötődnek. Velence évszázadokon keresztül volt a távol-keleti kereskedelem központja volt – ide érkeztek a legritkább illatanyagok, Kínától Indián át egészen a Perzsa Birodalomig. XV. Lajos francia király udvarában mértéktelen illatszerhasználattal leplezték a kevés mosdás következtében kellemetlenül jelentkező kipárolgást. A franciaországi Grasse-ban a modern parfümgyártás hagyományai a 16. századra nyúlnak vissza. 

### Grasse-ban
Grasse-ban eredetileg bőrcserzéssel, kesztyűkészítéssel foglalkoztak. Az itt készült kiváló minőségű kesztyűk nagy hírnévnek örvendtek. Egy ide való tímár ötlete volt az illatos bőrkesztyű (rózsavíz, fűszerek illatával) készítése, keleti módszerek szerint. E kesztyűkből került ajándékképpen egy pár Medici Katalin francia királynéhoz is, aki megbízta egyik tudósát, hogy a Grasse környéki virágokból állítson elő parfümöt, majd 1533-ban a provance-i Grasse-ban alapította meg az első parfümlaboratóriumot. Az illatos, parfümös kesztyű készítése fénykorát a 17. században élte, majd a bőripar hanyatlásával a parfümgyártás lépett előtérbe, mely hamarosan világhírnevet szerzett a városnak. Grasse alig kétszáz év alatt a világ parfümfővárosává nőtte ki magát. A parfümkészítés fejlesztés először a Riviéra turizmusát célozta meg Grasse-ban; illatos és hagyományos ajándékok (antik ékszerek, hímzett ágynemű, paplan, lekvárok) készítésével.
Grasse ritka illataival (levendula, mirtusz, jázmin, rózsa, narancsvirág, vadmimóza) nyerte el a világ parfümfővárosa címet. Néhány évtizede az illatok között a munkaigényes jázmin is előtérbe lépett: a virágokat hajnalban kézzel kell leszedni, amikor az illat a legfejlettebb, és azonnal hideg abszorpcióval kell kezelni.
Ma Grasse a parfüm a legfontosabb ipari központja. A hálózat hatvan céget, 3500 embert foglalkoztat a városban és a környező területeken. Beleértve a közvetett munkahelyeket, amelyekkel közel 10 000 ember foglalkozik a parfümkészítéssel.
A nagy márkák, mint a Chanel saját rózsa- és jázminültetvényekkel rendelkeznek Grasse-ban.
A modern szintetikus illatszergyártás a régi virágillatok (elsősorban rózsa, ibolya, tubarózsa, jázmin stb.) helyett újszerű illatkompozíciókat tett népszerűvé.

## Képgaléria

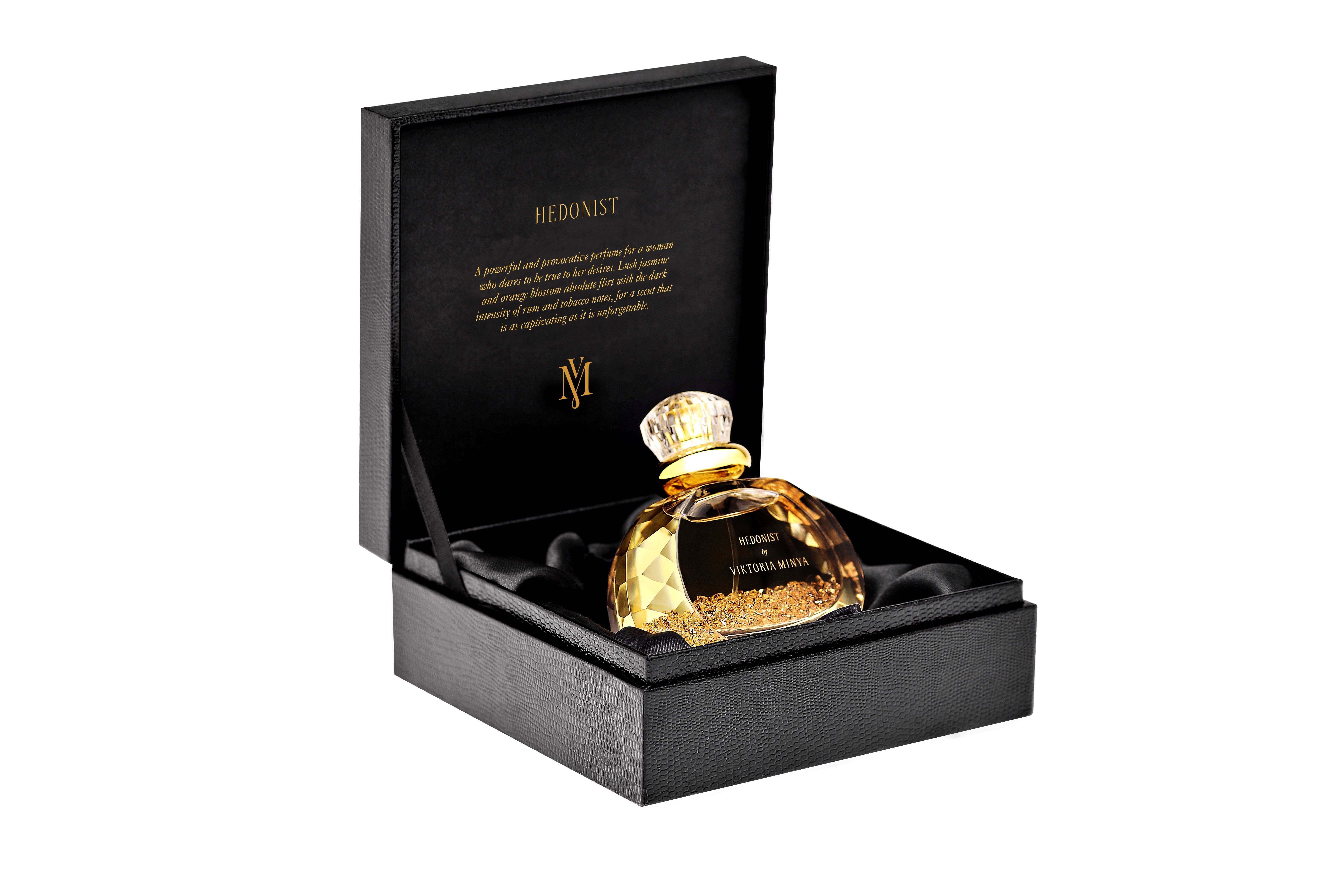
A magyar Minya Viktória által tervezett Hedonist nevű parfüm
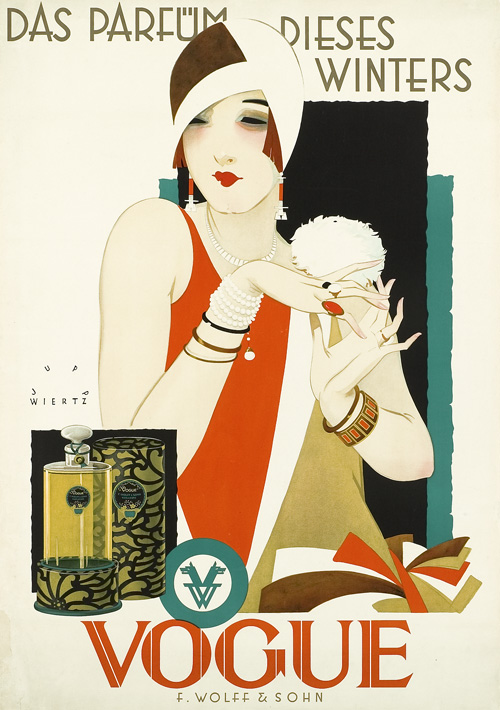
A Jupp Wiertz cég reklámja, 1926/27
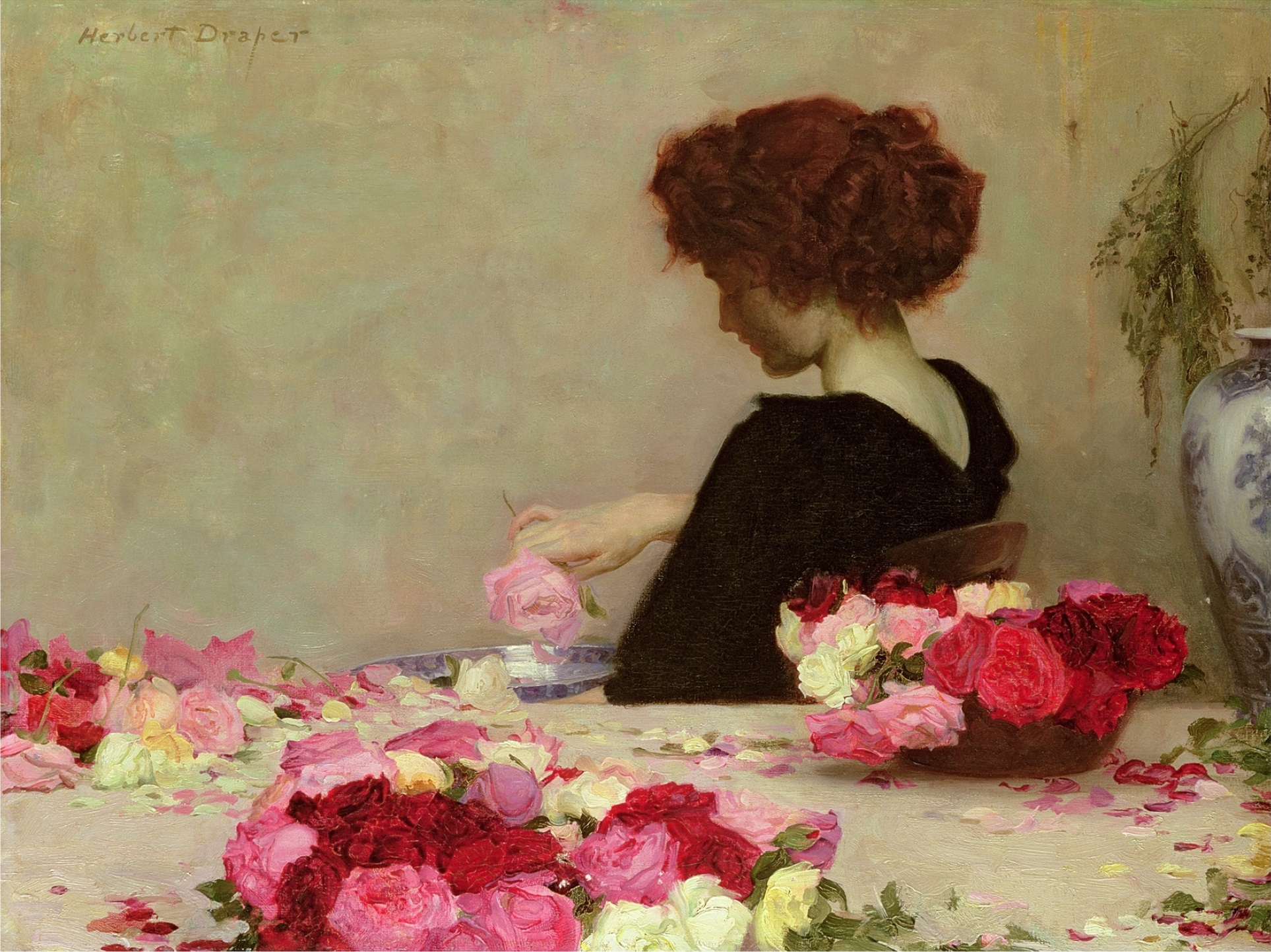
Herbert Draper, Pot Pourri
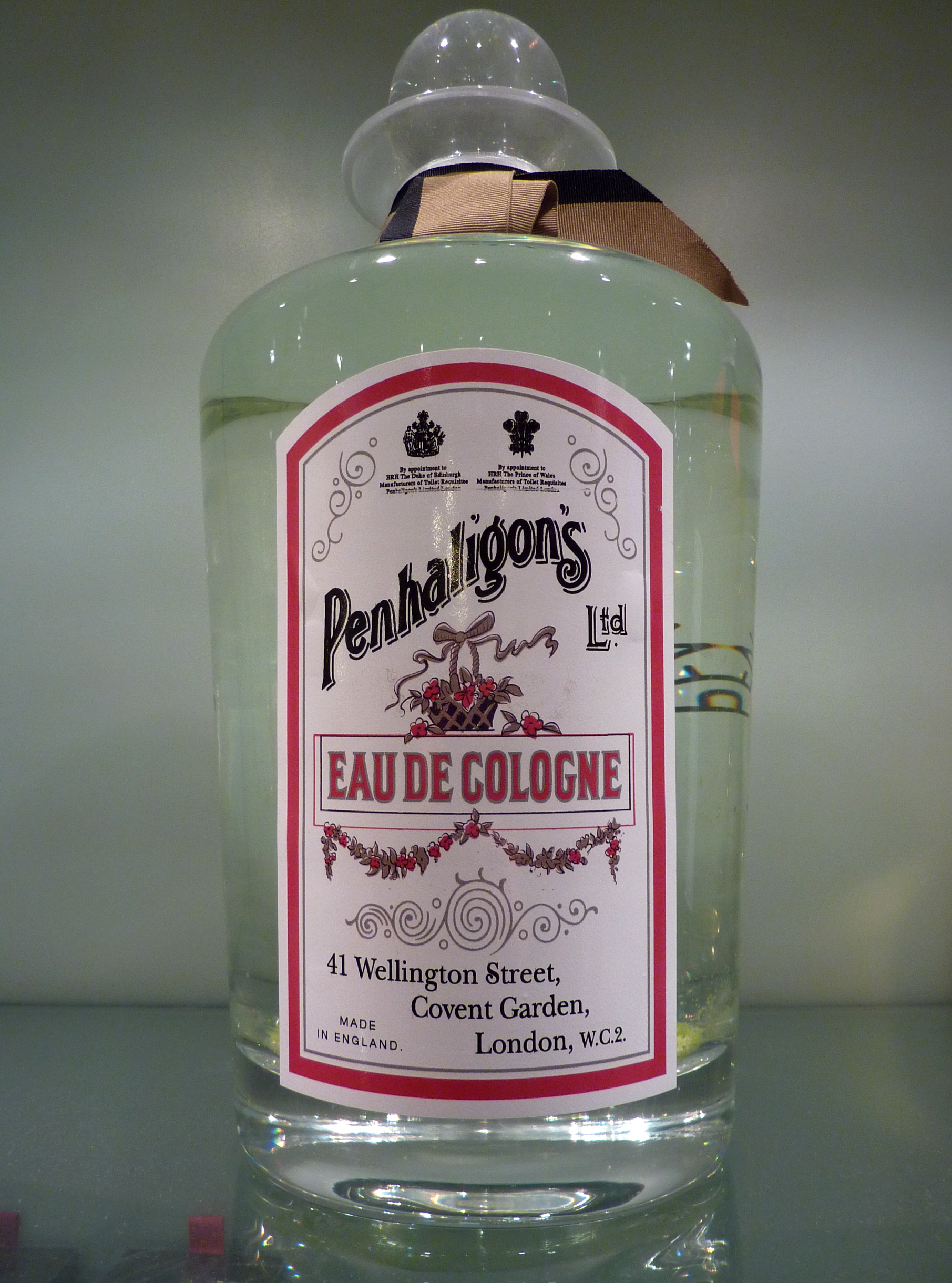
Penhaligon's kölnivíz flakonja

## A parfümök alapanyagai

### Növényi eredetű alapanyagok
- Virágok – pl. kamilla, rekettye, szalmavirág, jázmin, levendula, mimóza, nárcisz, narancsvirág, rózsa, tubarózsa, ilang-ilang;
- Levelek, növényszárak – fekete üröm, bazsalikom, citromfű, tárkonyüröm, eukaliptusz, muskátli, babér, menta, mirtusz, pacsuli, rozmaring, zsálya, ibolya.
- Déligyümölcsök héja – bergamotta, keserűnarancs, citrom, mandarin, narancs, grapefruit.
- Fák, kérgek, ágak – rózsafa, nyírfa, fahéj, cédrusfa.
- Gumifélék és gyanták – sziámi benzoé gyanta, bodorrózsa, tömjén, galbánumgyanta, mirha, Herkules-gyökér.
- Mohák – különféle zuzmók, tölgyfazuzmó.
- Gyökerek és rizómák – gyömbér, írisz, vetivergyökér.
- Magok – ánizs, paradicsommag, szegfűszeg, koriander, kömény, Tonkabab, boróka, vanília-hüvely, szerecsendió, paprika, bors.

### Állati eredetű alapanyagok
A következő (négyféle) állati anyagokat ma már nem, vagy igen ritkán alkalmazzák:
- szürke ámbra – a nagy ámbráscet emésztőrendszeréből kinyert, kavics- vagy kődarabszerű képződményből készül, abból is kilogrammonként csak néhány dekagrammnyi anyag hasznosítható.
- pézsma – az Ázsia hegyvidékein (Tibet, Himalája) élő pézsmaszarvasok hímjeinek nemi mirigyeiben termelődő illatanyag.
- cibet vagy civet – cibetmacskák végbéltáji mirigyeiből kinyerhető anyag.
- kasztoreum vagy hódzsír – hódok belső elválasztású mirigyeiből kinyert anyag, amit korábban az élelmiszeripar is használt.

## A flakonok kialakítása
Számos parfümöt egyedi tervezésű flakonokban (üvegcsékben) hoznak forgalomba.  A gondosan, gyakran művészien megtervezett flakonok formája gyakran egy-egy márkához kötődik. Az egyedi tervezésű flakonok szerzői jogi, formatervezési mintaoltalmi, illetve esetenként védjegyoltalom alatt is állhatnak.

## A parfümök osztályozása

### Fogyasztói célcsoport szerint
A parfümöket hagyományosan női-, férfi-, gyermek- és uniszex illatokra osztják. E kategóriák jellemzői:
- A női parfümöket elsősorban virágillatok (pl. jázmin, rózsa, narancsvirág vagy gyöngyvirág) uralják. Ezen illatok között gyümölcsök, púderes tónusok, vanília vagy fűszerek is megjelennek.
- A férfi parfümökre általában hangsúlyosabb, fás illat jellemző, amelyet friss citrusfélék és fűszerek kísérnek. Ugyancsak kedvelt illatok a levendula, a keleti összetevők, a bőr vagy a dohány.
- Az uniszex parfümök univerzális parfümök, amelyek mind a férfiakat, mind a nőket célozzák. Ezeket az illatokat gyakran erős citrus komponens, fás aroma vagy víz- és káposztatónusok jellemzik.
- A gyermekparfümök általában édes, bonbon-, rágógumi-, kóla-, karamell- és lédús gyümölcsillatúak. Az édes aromához finom virágillat, esetleg kókuszdióillat párosul. [3]

### Intenzitás szerinti osztályozás
- Parfüm (extrakt) – 15 – 30 % illatos parfümkompozíció sűrített alkoholban – Előnye, hogy nagyon csekély mennyiség is elegendő, hatása akár 6 órán át is érezhető.
- parfümös víz ( Eau de Parfum, EdP) – 8 – 15 % illatos parfümkompozíció kb. 85 – 90 % alkoholban. Különösen estére, alkalmakra ajánlják. Tartóssága 3-5 óra.
- Toalettvíz (Eau de Toilette, EdT) – 4 – 8 % illatos parfümkompozíció kb. 80 % alkoholban. Főleg mindennapos használatra, illetve nyárra ajánlják.
- Kölnivíz (Eau de Cologne, EdC) – 3 – 5 % illatos parfümkompozíció kb. 70 % alkoholban.[4] Rendkívül könnyű, többnyire frissítő hatású parfüm. Tartóssága kb. 2 óra. [5]

### Egyéb osztályozások
A Société Française des Parfumeurs (Francia Parfüm Társaság) saját osztályozást állított össze.